# Limoges (kommun)
Limoges är en kommun i departementet Haute-Vienne i regionen Nouvelle-Aquitaine i västra Frankrike. Kommunen är chef-lieu över 16 kantoner som tillhör arrondissementet Limoges. År 2022 hade kommunen, vars utbredning är densamma som staden Limoges, 129 754 invånare, vilket gjorde den till Frankrikes 25:e största stad.

## Befolkningsutveckling
Antalet invånare i kommunen Limoges
| Referens: INSEE |

## Vänorter
- Hrodna i Vitryssland sedan 1982
- Plzeň i Tjeckien sedan 1987
- Fürth i Tyskland sedan 1992
- Charlotte, North Carolina i USA sedan1992
- Seto i Japan sedan 2003.

## Kända personer
- Födda eller döda i Limoges
  - Jean-Baptiste Jourdan, fransk fältmarskalk under Napoleonkrigen
  - Thomas Robert Bugeaud de la Piconnerie, fransk marskalk
  - Marie François Sadi Carnot, fransk president i den tredje republiken
  - Pierre-Auguste Renoir, fransk målare och skulptör, född i Limoges den 25 februari 1841.
  - Maryse Bastié, fransk flygare
  - Raoul Hausmann, österrikisk konstnär